# Bartolomeo della Nave
Bartolomeo della Nave (Venezia, ... – Venezia, 1636) è stato un collezionista d'arte italiano.

## Biografia
Bartolomeo della Nave è stato un grande collezionista di opere d'arte di ambito veneto del XVII secolo. Molte opere della sua collezione sono presenti nel Kunsthistorisches Museum di Vienna. 

Poco si conosce delle sue origini, probabilmente bergamasche, sicuramente era molto facoltoso e conosciuto grazie alla sua collezione di opere d'arte conservate nella sua abitazione e che soleva lasciar ammirare dai suoi ospiti. 

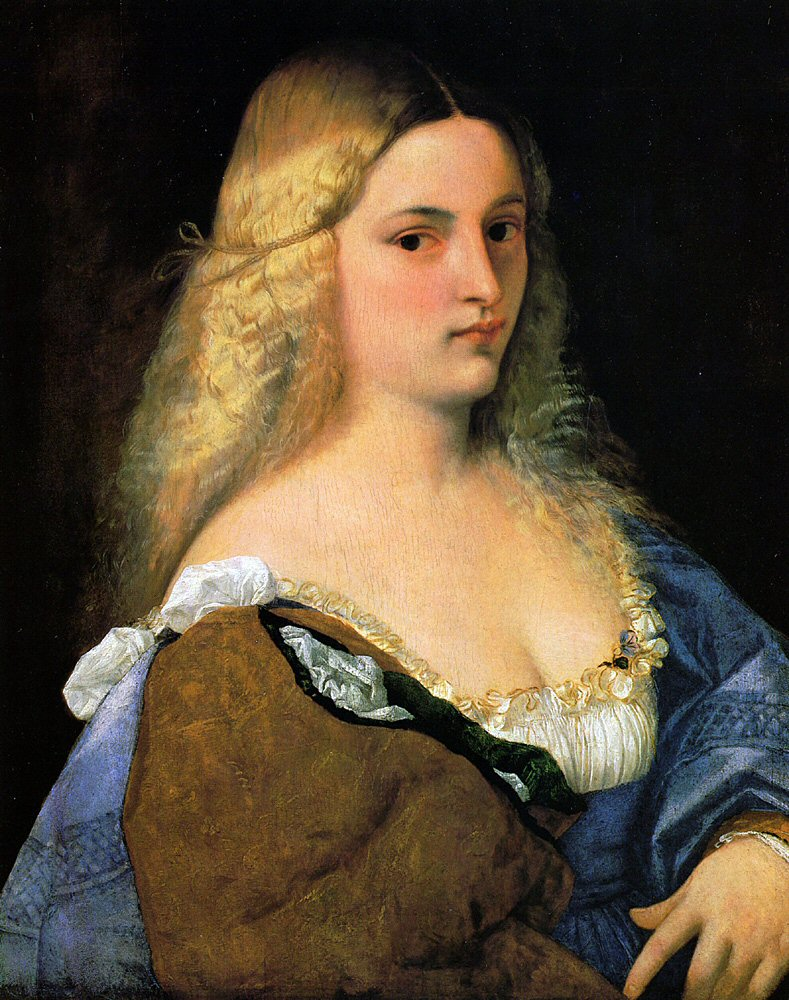
Tiziano -Violante - 1515-1518

Il suo gusto artistico e i consigli dell'amico Palma il Giovane gli permisero di entrare in possesso di opere di elevato valore artistico, si elencano un centinaio di tele tra cui una ventina sarebbero opere di Tiziano. 
Seppe scegliere i lavori da conservare, che erano unicamente opere d'arte, sia in scultura che in pittura, sia del XVI secolo che di arte antica senza ulteriori oggetti o supellettili che non fossero artistici.
Molte opere da lui conservate provenivano dalla proprietà di Pietro Bembo, mentre quelle di proprietà dello scultore Alessandro Vittoria, gli furono alienate proprio dallo scultore.
Un inventario del 1636, elenca tutta la sua collezione, si ritiene che venne stilato nel periodo della sua morte. Fu Carlo Ridolfi nel 1648, quando già il Bartolomeo era morto, a pubblicare sul Le meraviglie dell'arte descrizioni e informazioni su molte delle opere conservate nella sua collezione. 
Nel 1636 fu anche l'anno delle trattative per la vendita di alcune opere a Carlo I d'Inghilterra, trattative che si interruppero forse proprio per la morte del collezionista. Molte tele furono acquistate dal Duca di Hamilton tramite l'ambasciatore inglese a Venezia Basil Feilding, suo cognato, che le rivendette a Leopoldo Guglielmo d'Austria il quale ne fece incidere l'elenco nel Theatrum Pictorium nel 1660 di David Teniers il Giovane.
Se per i quadri è possibile riconostruirne i successivi passaggi di proprietà, contrariamente le statue indicate in una trentina, non se ne conosce la locazione. Palma il Giovane, aveva forse fatto un ritratto all'amico Bartolomeo. Il collezionista sarebbe stato raffigurato con cinque statue. Un san Sebastiano che era stato inserito nell'elenco dei lavori di Alessandro Vittoria e che era presente nell'elenco del 1636, una figura di Venere acefala, un torso virile, un Vitellio e il profilo di una testa, entrambi lavori sembrano in terracotta, il quadro non permette quindi di identificare le opere scultoree che facero parte della collezione di Bartolomeo della Nave.